# Mattheus Marinus Schepman
Mattheus Marinus Schepman (Rhoon, 17 augustus 1847 – Bosch en Duin, 19 november 1919) was een Nederlands malacoloog. Hij was een van de meest vooraanstaande verzamelaars van weekdieren in Nederland.
Vanaf de 16de eeuw kregen Nederlandse verzamelaars interesse in natuurhistorische voorwerpen, die in exotische gebieden werden verzameld. Belangstelling voor conchologie leidde tot talrijke publicaties over schelpen. In 1934 werd de Nederlandse Malacologische Vereniging opgericht. Ter ere van hun 75-jarige bestaan werd een boek gepubliceerd dat in detail ingaat op het werk van Schepman.

## Werk
Schepman was zowel verzamelaar als methodologisch onderzoeker. Hij kreeg van de directeur van het Zoölogisch Museum Amsterdam (ZMA), Max Wilhelm Carl Weber de gelegenheid om de mollusken te bestuderen, die gedurende de Siboga-expeditie waren verzameld. Deze expeditie voerde langs de Indische Archipel en bemonsterde 322 vindplaatsen. De HM Siboga was het schip van de gelijknamige expeditie.
Schepmans belangwekkendste werk wordt gevormd door de in 6 afzonderlijke delen verschenen reeks The Prosobranchia of the Siboga expedition. In deze reeks worden 212 geslachten en 1467 soorten beschreven. 
Schepmans wetenschappelijke schelpencollectie werd na zijn dood in 1920 voor 7205 gulden verkocht aan het Zoölogisch Museum Amsterdam en bevatte ongeveer 9000 soorten in ongeveer 1250 geslachten van weekdieren.

## Publicaties
Schepman schreef meer dan 60 malacologische werken, waaronder: 
- Horst, R. & Schepman, M.M. (1908). Catalogue systématique des mollusques (gastropodes prosobranches et polyplacophores). Tome XIII. Leiden.
- Schepman, M.M. & Nierstrasz, H.F. (1913). "Parasitische und kommensalistische Mollusken aus Holothurien". Stuttgart.
- Schepman, M.M. (1908). "The Prosobranchia of the Siboga Expedition. Part I, Rhipidoglossa and Docoglossa, with an appendix by R. Bergh". Uitkomsten op zoologisch, botanisch, oceanografisch en geologisch gebied verzameld in Nederlandsch Oost-Indië 1899-1900 aan boord H. M. Siboga, Monographie, E.J. Brill, Leyden, 49a: 1-107, 9 platen.
- Schepman, M.M. (1908). "The Prosobranchia of the Siboga Expedition. Part II, Taenioglossa and Ptenoglossa". 49b: 108-231, 7 platen.
- Schepman, M.M. (1908). "The Prosobranchia of the Siboga Expedition. Part III, Gymnoglossa". 49c: 233-246, 1 plaat.
- Schepman, M.M. & Nierstrasz H.F. (1909). "Parasitische prosobranchier der Siboga-expedition". 49(2): 1-28, 2 platen.
- Schepman, M.M. (1911). The Prosobranchia of the Siboga Expedition. "Part IV. Rachiglossa". 49d: 247-364, 7 platen.
- Schepman, M.M. (1913). "The Prosobranchia of the Siboga Expedition. Part V Toxoglossa." 49e: 365-452, 6 platen.
- Schepman, M.M. (1913). "The Prosobranchia of the Siboga Expedition. Part VI, Pulmonata and Opisthobranhia Tectibranchiata, tribe Bullomorpha." 49f + index: 453-494, 2 platen.

## Wetenschappelijke nalatenschap
Schepman beschreef en benoemde een groot aantal taxa van weekdieren, voornamelijk soorten, en in het bijzonder mariene slakken. In 2012 bevatte het World Register of Marine Species (WoRMS) 182 door Schepman beschreven mariene soorten: 181 slakken en 1 tweekleppige.
Oorspronkelijk beschreef en benoemde Schepman 450 taxa, met name veel Turridae.

## Eponiemen
De waardering van collega's voor het werk van Schepman blijkt onder meer uit de diverse taxa waarin hij vernoemd werd.
Mariene slakken
- Epitonium schepmani (Melvill, 1910)
- Argyropeza schepmaniana Melvill, 1912
- Natica schepmani Thiele, 1925
- Pagodidaphne schepmani (Thiele, 1925)
- Trivellona schepmani (Schilder, 1941)
- Lucerapex schepmani Shuto, 1970
- Clavosurcula schepmani Sysoev, 1997
- Mitra schepmani Salisbury & Guillot de Suduiraut, 2003
- Mitrella schepmani Monsecour & Monsecour, 2007

Tweekleppige
- Neilonella schepmani Prashad, 1932